# Matthieu Verschuere
Matthieu Verschuere (Beauvais, 8 februari 1972) is een Frans voetballer. Na een aantal jaren voor KAA Gent te hebben gespeeld tekende hij bij Zulte Waregem. Daar won hij in zijn eerste seizoen onder Francky Dury de Beker van België. Tot het einde van het seizoen 2007-2008 speelde hij bij SV Zulte Waregem. Toen vertrok hij naar de Franse amateurclub US Roye.